# June Allyson

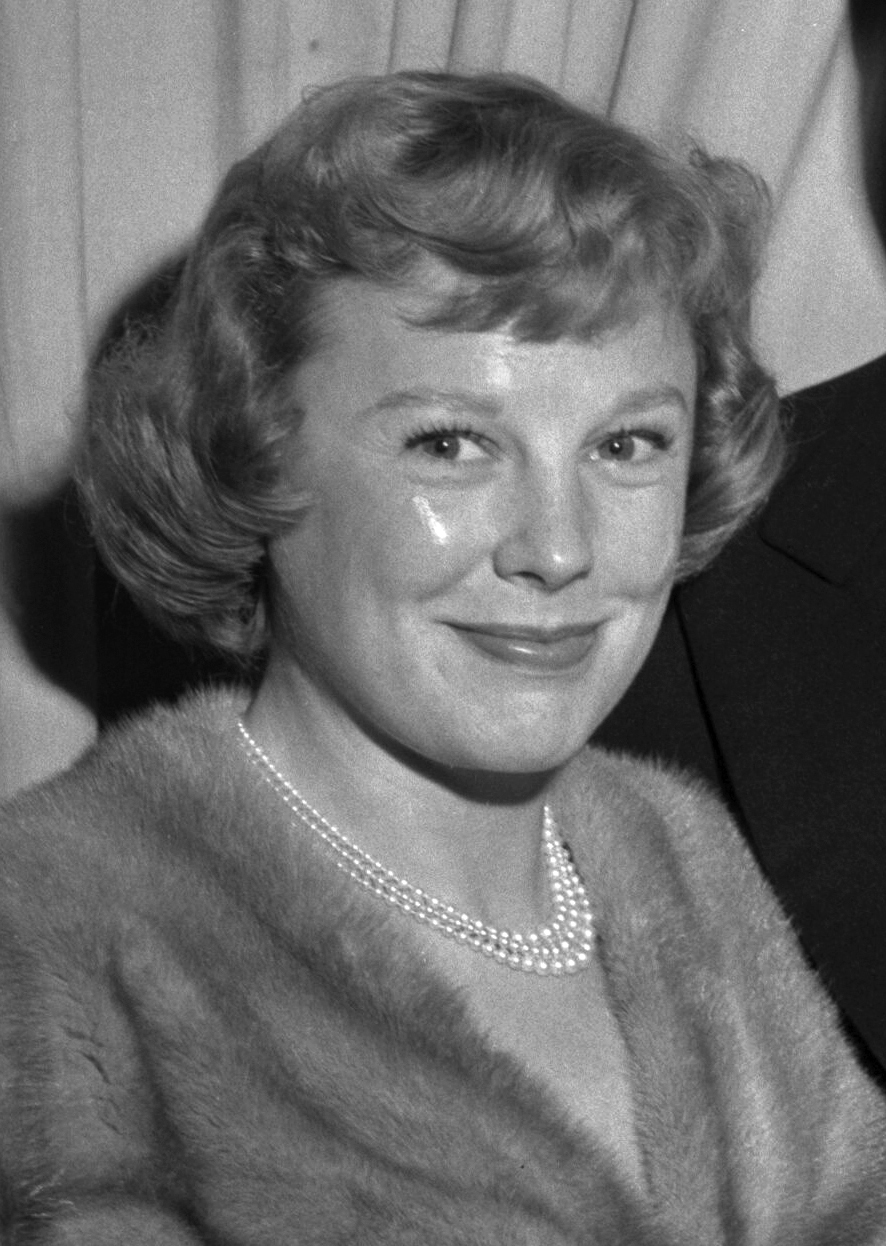
June Allyson (1950)

June Allyson (* 7. Oktober 1917 in New York City; † 8. Juli 2006 in Ojai, Kalifornien; eigentlich Ella Geisman) war eine US-amerikanische Schauspielerin, die in den 1940er- und 1950er-Jahren vor allem in Filmmusicals und insbesondere im Rollenfach des gutherzigen „Mädchens von nebenan“ erfolgreich war.

## Leben
June Allyson arbeitete bereits Ende der 1930er-Jahre als Showgirl am Broadway. Sie hatte 1941 ihren Durchbruch als Sängerin in dem Musical Best Foot Forward, der ihr einen Vertrag mit MGM und die Hauptrolle in der gleichnamigen Verfilmung der Revue einbrachte. Ihre leicht raue Stimme und angenehme Leinwandpersönlichkeit verhalfen ihr in kurzer Zeit zu enormer Popularität, und das Studio setzte sie bevorzugt neben Van Johnson in leichten Romanzen und aufwändigen Filmmusicals ein.
Nachdem ihr Image als „Mädchen von nebenan“ gegen Ende der 1940er-Jahre aus der Mode gekommen war, wechselte sie ins Fach der patenten Ehefrau, die allen Widrigkeiten zum Trotz bei ihrem Ehemann bleibt. In der 1951 veröffentlichten Komödie Zu jung zum Küssen übernahm sie mit 34 Jahren noch einmal erfolgreich eine Jugendrolle, für die sie mit dem Golden Globe als beste Hauptdarstellerin – Komödie oder Musical ausgezeichnet wurde. Bis Mitte der 1950er war sie eine beliebte Darstellerin freundlicher Damen und feierte 1954 einen Welterfolg als Ehefrau von Glenn Miller (dargestellt von James Stewart) in Die Glenn Miller Story. 1956 verschreckte sie ihre Fans in der Rolle der neurotischen, boshaften Ehefrau von José Ferrer in dem Psychodrama In all diesen Nächten. Die Kritiker beurteilten den Film indes einhellig positiv.
Einige Jahre später zog sich Allyson von der Leinwand zurück, um eine erfolgreiche Karriere als Entertainerin in exklusiven Nachtklubs in Las Vegas zu beginnen. 1972 kehrte sie in der Rolle einer lesbischen Killerin in dem Film Die Spur der schwarzen Bestie auf die Leinwand zurück. Allyson trat bis in das neue Jahrtausend für Film- und Fernsehproduktionen vor die Kamera und machte auch Fernsehwerbung.
Allyson war von 1945 bis zu dessen Tod 1963 mit dem Schauspieler und Regisseur Dick Powell verheiratet. Trotz berichteter Turbulenzen hielt die Ehe. Powell produzierte zudem Anfang der 1960er-Jahre eine Anthologie-Serie, The June Allyson Show, mit Allyson als Gastgeberin und in mehreren Folgen auch als Darstellerin. Sie starb im Juli 2006 im Alter von 88 Jahren an Lungenversagen. Sie hinterließ ihren dritten Ehemann David Ashrow und zwei Kinder aus ihrer Ehe mit Powell.

## Filmografie (Auswahl)
- 1937: Swing for Sale (Kurzfilm)
- 1943: Best Food Forward
- 1943: Girl Crazy
- 1944: Musik für Millionen (Music for Millions)
- 1944: Mein Schatz ist ein Matrose (Two Girls and a Sailor)
- 1945: Her Highness and the Bellboy
- 1946: Mein Schatz ist ein Matrose (Two Sisters from Boston)
- 1946: Geheimnis des Herzens (The Secret Heart)
- 1946: Bis die Wolken vorüberzieh’n (Till the Clouds Roll By)
- 1947: Good News
- 1948: The Bride Goes Wild
- 1948: Die drei Musketiere (The Three Musketeers)
- 1948: Words and Music
- 1949: Kleine tapfere Jo (Little Women)
- 1949: The Stratton Story
- 1950: Das Raubtier ist los! (The Reformer and the Redhead)
- 1950: Der einsame Champion (Right Cross)
- 1951: Zu jung zum Küssen (Too Young to Kiss)
- 1952: Frau in Weiß (The Girl in White)
- 1953: Eine Leiche auf Rezept (Remains to be Seen)
- 1953: Arzt im Zwielicht (Battle Circus)
- 1954: Die Glenn Miller Story (The Glenn Miller Story)
- 1954: Die Welt gehört der Frau (Women’s World)
- 1954: Die Intriganten (Executive Suite)
- 1955: In geheimer Kommandosache (Strategic Air Command)
- 1955: In all diesen Nächten (The Shrike)
- 1955: Wolkenstürmer (The McConnell Story)
- 1956: Ohne Liebe geht es nicht (You Can’t Run Away from It)
- 1956: Das schwache Geschlecht (The Opposite Sex)
- 1957: Der letzte Akkord (Interlude)
- 1957: Mein Mann Gottfried (My Man Godfrey)
- 1958: Ein Fremder in meinen Armen (A Stranger in My Arms)
- 1959–1961: The June Allyson Show (Fernsehserie)
- 1972: Die Spur der schwarzen Bestie (They Only Kill Their Masters)
- 1978: Die Bestien (Blackout)
- 1978/1983: Love Boat (Fernsehserie, zwei Folgen)
- 1984: Hart aber herzlich (Hart to Hart, Fernsehserie, eine Folge)
- 1984: Mord ist ihr Hobby (Murder, She Wrote, Fernsehserie, eine Folge)
- 1986: Airwolf (Fernsehserie, eine Folge)
- 2000: A Girl, Three Guys, and a Gun
- 2001: These Old Broads (Fernsehfilm)

## Autobiografie
- June Allyson. Putnam, New York 1982, ISBN 0-399-12726-7.